# Carlo Maria Pedicini
Carlo Maria kardinal Pedicini, italijanski rimskokatoliški duhovnik, škof in kardinal, * 2. november 1769, Benevento, † 19. november 1843, Rim.

## Življenjepis
26. marca 1815 je prejel duhovniško posvečenje.
10. marca 1823 je bil povzdignjen v kardinala in imenovan za kardinal-duhovnika S. Maria in Via. Pozneje (15. decembra 1828) je bil imenovan še za kardinal-duhovnika S. Maria della Pace.
5. julija 1830 je bil imenovan za kardinal-škofa Palestrine; škofovsko posvečenje je prejel 15. avgusta istega leta.
4. februarja 1831 je bil postavljen za prefekta Kongregacije za propagando vere.
19. decembra 1834 je bil postavljen še na en kardinalsko-duhovniški položaj in sicer za S. Lorenzo in Damaso. Leta 1837 je bil imenovan za prefekta Kongregacije za obrede. 
14. decembra 1840 je bil imenovan še za kardinal-škofa Porta e Santa Rufine.
Umrl je 19. novembra 1843.